# Liste der Kulturdenkmale in Schönebeck (Elbe)
In der Liste der Kulturdenkmale in Schönebeck (Elbe) sind alle Kulturdenkmale der Stadt Schönebeck (Elbe) (Salzlandkreis) und ihrer Ortsteile aufgelistet. Grundlage ist das Denkmalverzeichnis des Landes Sachsen-Anhalt, das auf Basis des Denkmalschutzgesetzes des Landes Sachsen-Anhalt vom 21. Oktober 1991 durch das Landesamt für Denkmalpflege und Archäologie Sachsen-Anhalt erstellt und seither laufend ergänzt wurde (Stand: 31. Dezember 2023).

## Kulturdenkmale nach Ortsteilen

### Schönebeck (Elbe)
| Lage | Bezeichnung                                    | Beschreibung | Erfassungs- nummer | Ausweisungsart                              | Bild                                           |
| --- | ---------------------------------------------- | --- | ------------------ | ------------------------------------------- | ---------------------------------------------- |
| (Karte) | Stadtbefestigung                               | Stadtbefestigung | 094 61033          | Baudenkmal                                  | Stadtbefestigung                               |
| Am Röhrenstieg 1 am Krankenhaus (Karte)                                                                                            | Kupferhaus Am Röhrenstieg 1                    | als Kupferhaus errichtetes Wohnhaus                                                                                           | 094 97830          | Baudenkmal                                  | Kupferhaus Am Röhrenstieg 1                    |
| Bahnhofstraße 11, 12 (Karte) | Verwaltungsgebäude                             | | 094 41513          | Baudenkmal                                  | Verwaltungsgebäude                             |
| Bahnhofstraße 17, 18, 19, 20, 21, 22, 23, 24 südwestlich des Bahnhofs (Karte)                                                      | Straßenzeile                                   | | 094 60968          | Denkmalbereich                              | Straßenzeile                                   |
| Bahnhofstraße 17,18, südwestlich des Bahnhofs (Karte)                                                                              | Wohnhaus                                       | | 094 60969          | Baudenkmal                                  | Wohnhaus                                       |
| Bahnhofstraße 19, südwestlich des Bahnhofs (Karte)                                                                                 | Wohnhaus                                       | | 094 60970          | Baudenkmal                                  | Wohnhaus                                       |
| Bahnhofstraße 20, südwestlich des Bahnhofs (Karte)                                                                                 | Wohnhaus                                       | | 094 60971          | Baudenkmal                                  | Wohnhaus                                       |
| Bahnhofstraße 21, südwestlich des Bahnhofs (Karte)                                                                                 | Wohnhaus                                       | Wohnhaus | 094 60973          | Baudenkmal                                  | Wohnhaus                                       |
| Bahnhofstraße 39 (Karte) | Bahnhof Schönebeck (Elbe)                      | | 094 60967          | Baudenkmal                                  | Bahnhof Schönebeck (Elbe)                      |
| Bahnhofstraße 40 | Pavillon                                       | Pavillon Im Jahr 2023 in das Denkmalverzeichnis eingetragen.                                                                  | 094 18942          | Baudenkmal                                  |                                                |
| Barbarastraße 11 (Karte) | Mühle                                          | | 094 60974          | Baudenkmal                                  | Mühle                                          |
| Barbarastraße 20, Ostende der Barbarastraße (Karte)                                                                                | Ostfriedhof Schönebeck                         | | 094 60975          | Baudenkmal                                  | Ostfriedhof Schönebeck                         |
| Barbarastraße 20, Friedhof | Kapelle                                        | Kapelle | 094 60975 001      | Teilobjekt eines Baudenkmals                | Kapelle                                        |
| Barbarastraße 20, Friedhof (Karte)                                                                                                 | Gebäude der Friedhofsverwaltung                | Verwalterhaus mit Nebengebäude                                                                                                | 094 60975 002      | Baudenkmal                                  | Gebäude der Friedhofsverwaltung                |
| Barbarastraße 20, Friedhof | Kriegerdenkmal                                 | Kriegerdenkmal | 094 60975 003      | Teilobjekt eines Baudenkmals                |                                                |
| Barbarastraße 20, Friedhof | Kriegerdenkmal                                 | Kriegerdenkmal | 094 60975 004      | Teilobjekt eines Baudenkmals                |                                                |
| Barbarastraße 20, Friedhof (Karte)                                                                                                 | Sowjetischer Ehrenfriedhof Schönebeck          | Ehrenmal 1971 umgestaltetes sowjetisches Ehrenmal                                                                             | 094 60975 005      | Teilobjekt eines Baudenkmals                | Sowjetischer Ehrenfriedhof Schönebeck          |
| Barbarastraße 20, Friedhof | Denkmal                                        | Denkmal | 094 60975 006      | Teilobjekt eines Baudenkmals - Kleindenkmal |                                                |
| Barbarastraße 20, Friedhof | Einfriedung                                    | Einfriedung | 094 60975 007      | Teilobjekt eines Baudenkmals                |                                                |
| Barbarastraße 27, gegenüber dem Betriebsgelände des ehem. Graf-Moltke-Schachtes und der zentralen Bohrverwaltung (Karte)           | Villa                                          | Villa | 094 60976          | Baudenkmal                                  | Villa                                          |
| Barbyer Straße, am Eingang des Traktorenwerks (Karte)                                                                              | Gedenkstätte für Außenstelle des KZ Buchenwald | Gedenkstätte | 094 60979          | Baudenkmal                                  | Gedenkstätte für Außenstelle des KZ Buchenwald |
| Breiteweg (Karte) | Kirche St. Jakobi                              | Kirche | 094 60983          | Baudenkmal                                  | Weitere Bilder                                 |
| Breiteweg 12 (Karte) | Wohnhaus Breiteweg 12                          | Wohnhaus spätbarockes, zweigeschossiges Gebäude                                                                               | 094 60984          | Baudenkmal                                  | Wohnhaus Breiteweg 12                          |
| Breiteweg 46 (Karte) | Pfarrhaus                                      | Pfarrhaus | 094 60986          | Baudenkmal                                  | Pfarrhaus                                      |
| Breiteweg 47 (Karte) | Wohn- und Geschäftshaus                        | Wohn- und Geschäftshaus | 094 60987          | Baudenkmal                                  | Wohn- und Geschäftshaus                        |
| Böttcherstraße 3a Erdgeschoss des Gebäudes der DRK-Kreisverwaltung (Karte)                                                         | Wohnhaus                                       | Wohnhaus | 094 60980          | Baudenkmal                                  | Wohnhaus                                       |
| Böttcherstraße 4 (Karte) | Villa Hermann                                  | Villa Hermann | 094 60981          | Baudenkmal                                  | Villa Hermann                                  |
| Böttcherstraße 57 (Karte) | Wohnhaus                                       | | 094 60528          | Baudenkmal                                  | Wohnhaus                                       |
| Böttcherstraße 60 (Karte) | Wohn- und Geschäftshaus                        | | 094 60982          | Baudenkmal                                  | Wohn- und Geschäftshaus                        |
| Cokturhof am Salinekanal (Karte)                                                                                                   | Verwaltungsgebäude                             | Cokturhof | 094 60988          | Baudenkmal                                  | Weitere Bilder                                 |
| Dorotheenstraße am Brückenaufgang zur Welsleber Brücke (Karte)                                                                     | Jüdischer Friedhof Schönebeck (Elbe)           | 1873 angelegter jüdischer Friedhof                                                                                            | 094 60989          | Baudenkmal                                  | Jüdischer Friedhof Schönebeck (Elbe)           |
| Elbenauer Straße Müllerstraße Elbübergang im Bereich Elbtor, Müllerstraße (Karte)                                                  | Elbbrücke Schönebeck                           | Elbbrücke | 094 60994          | Baudenkmal                                  | Weitere Bilder                                 |
| Elbtor 3 (Karte) | Gasthaus                                       | Destillation von Edmund Butz                                                                                                  | 094 98119          | Baudenkmal                                  | Gasthaus                                       |
| Elbtor 9 Elbufer (Karte) | Wohnhaus                                       | | 094 98120          | Baudenkmal                                  | Wohnhaus                                       |
| Elbtor 3, 4, 5, 6, 7, 8, 9, 10, 13,15, 16, 17 (Karte)                                                                              | Straßenzug                                     | | 094 98118          | Denkmalbereich                              | Straßenzug                                     |
| Ernst-Thälmann-Straße 3 Bereich der Stadterweiterung (Karte)                                                                       | Wohn- und Geschäftshaus                        | | 094 60996          | Baudenkmal                                  | Wohn- und Geschäftshaus                        |
| Ernst-Thälmann-Straße 5a (ehemalige Adressierung: Karl-Marx-Straße 18), an den Bahnanlagen der Strecke Halle-Magdeburg (Karte)     | Industriemuseum Schönebeck                     | ehemaliges Elektrizitätswerk, seit 2013 als Industriemuseum genutzt                                                           | 094 60878          | Baudenkmal                                  | Industriemuseum Schönebeck                     |
| Ernst-Thälmann-Straße 5a, Betriebsgelände des ehemaligen Gas- und späteren Elektrizitätswerks an den Bahnstrecke Halle-Magdeburg   | Villa                                          | Villa | 094 60878 001      | Teilobjekt eines Baudenkmals                | Villa                                          |
| Ernst-Thälmann-Straße 5a, auf dem Betriebsgelände des ehemaligen Gas- und späteren E.-Werks nahe den Bahnanlagen der Strecke Halle | Umspannwerk                                    | Umspannwerk | 094 60878 002      | Teilobjekt eines Baudenkmals                | Umspannwerk                                    |
| Ernst-Thälmann-Straße 5a, Betriebsgelände des ehemaligen Gas- und späteren Umspannwerks                                            | Wohnhaus                                       | Wohnhaus | 094 60878 003      | Teilobjekt eines Baudenkmals                | Wohnhaus                                       |
| Felgeleber Straße 2a Ostrand der Altstadt, nahe der Saline (Karte)                                                                 | Wohnhaus                                       | Salinistenhaus | 094 60997          | Baudenkmal                                  | Wohnhaus                                       |
| Friedensplatz 12 Ortsausfahrt Richtung Frohse (Karte)                                                                              | Wohnhaus                                       | Wohnhaus | 094 60998          | Baudenkmal                                  | Weitere Bilder                                 |
| Friedrichstraße 13 & 13a Verbindungsstraße von Schönebeck nach Salzelmen (Karte)                                                   | Wohn- und Geschäftshaus                        | | 094 60999          | Baudenkmal                                  | Wohn- und Geschäftshaus                        |
| Geschwister-Scholl-Straße 1 Verbindungsstraße von Schönebeck nach Frohse (Karte)                                                   | Wohnhaus                                       | | 094 61003          | Baudenkmal                                  | Wohnhaus                                       |
| Geschwister-Scholl-Straße 1a Verbindungsstraße von Schönebeck nach Frohse (Karte)                                                  | Wohnhaus                                       | | 094 61004          | Baudenkmal                                  | Wohnhaus                                       |
| Geschwister-Scholl-Straße 27 Verbindungsstraße von Schönebeck nach Frohse (Karte)                                                  | Wohnhaus                                       | | 094 61002          | Baudenkmal                                  | Wohnhaus                                       |
| Geschwister-Scholl-Straße 157 Verbindungsstraße von Schönebeck nach Frohse (Karte)                                                 | Villa Siegel                                   | repräsentative Fabrikantenvilla von 1886, heute Nutzung durch die Salzlandsparkasse                                           | 094 61005          | Baudenkmal                                  | Villa Siegel                                   |
| Goethestraße 1 Stadterweiterung südwestlich des Bahnhofs (Karte)                                                                   | Wohnhaus                                       | | 094 61006          | Baudenkmal                                  | Wohnhaus                                       |
| Goethestraße 2 Stadterweiterung südwestlich des Bahnhofs (Karte)                                                                   | Wohnhaus                                       | | 094 61007          | Baudenkmal                                  | Wohnhaus                                       |
| Goethestraße 8 Stadterweiterung südwestlich des Bahnhofs (Karte)                                                                   | Wohnhaus                                       | | 094 61008          | Baudenkmal                                  | Wohnhaus                                       |
| Goethestraße 15, Körnerstraße 5 & 7 Stadterweiterung südwestlich des Bahnhofs (Karte)                                              | Häuserblock                                    | | 094 61009          | Baudenkmal                                  | Häuserblock                                    |
| Hermann-Kasten-Straße 38 Bahnübergang am Schönebecker Ostfriedhof (Karte)                                                          | Wohnhaus                                       | Bahnwärterhaus | 094 98328          | Baudenkmal                                  | Wohnhaus                                       |
| Hoher Weg 11 (Karte) | Carlshall                                      | Anfang des 19. Jahrhunderts als Jagdschloss errichtete repräsentative Villa                                                   | 094 61010          | Baudenkmal                                  | Carlshall                                      |
| Köthener Straße 1 (Karte) | Wohnhaus                                       | Wohnhaus | 094 61012          | Baudenkmal                                  | Wohnhaus                                       |
| Margaretenstraße 17 (Karte) | Verwaltungsgebäude                             | Verwaltungsgebäude | 094 61013          | Baudenkmal                                  | Verwaltungsgebäude                             |
| Markt Marktplatz, Ostseite (Karte)                                                                                                 | Marktbrunnen                                   | Brunnen 1907/1908 in Formen des Jugendstils errichteter Brunnen                                                               | 094 61015          | Kleindenkmal                                | Marktbrunnen                                   |
| Markt 1 Ostseite des Marktes, Eckgebäude zum Breiteweg (Karte)                                                                     | Rathaus Schönebeck                             | Rathaus | 094 61016          | Baudenkmal                                  | Weitere Bilder                                 |
| Nicolaistraße Park des Friedens (Karte)                                                                                            | Weg in den Tod                                 | Denkmal „Weg in den Tod“ zum Gedenken an die Opfer der nationalsozialistischen Gewaltherrschaft, geschaffen von 1949 bis 1951 | 094 61017          | Kleindenkmal                                | Weitere Bilder                                 |
| Paulstraße ehemaliges Betriebsgelände VEB Heizkesselwerk (Karte)                                                                   | Heizkesselwerk Schönebeck                      | Verwaltungsgebäude, Heizkesselwerk Schönebeck                                                                                 | 094 61018          | Baudenkmal                                  | Weitere Bilder                                 |
| Pestalozzistraße 1 (Karte) | Schule                                         | | 094 61019          | Baudenkmal                                  | Weitere Bilder                                 |
| Republikstraße 29 Eckgebäude zur R.-Breitscheid-Straße (Karte)                                                                     | Wohnhaus                                       | | 094 61020          | Baudenkmal                                  | Wohnhaus                                       |
| Republikstraße 32 (Karte) | Wohn- und Geschäftshaus                        | | 094 61021          | Baudenkmal                                  | Wohn- und Geschäftshaus                        |
| Republikstraße 34 (Karte) | Postamt                                        | | 094 61022          | Baudenkmal                                  | Postamt                                        |
| Republikstraße 34A (Karte) | Mohren-Apotheke                                | | 094 61023          | Baudenkmal                                  | Mohren-Apotheke                                |
| Republikstraße 43 (Karte) | Synagoge Schalom-Haus                          | | 094 61024          | Baudenkmal                                  | Synagoge Schalom-Haus                          |
| Republikstraße 59 (Karte) | Wohnhaus                                       | | 094 61025          | Baudenkmal                                  | Wohnhaus                                       |
| Streckenweg Elbufer (Karte) | Speicher                                       | | 094 61026          | Baudenkmal                                  | Speicher                                       |
| Streckenweg 1 (Karte) | Wohnhaus                                       | Landhaus | 094 61027          | Baudenkmal                                  | Wohnhaus                                       |
| Streckenweg 4 (Karte) | Häusergruppe                                   | Elbschiffahrtskontor Wanckel                                                                                                  | 094 61029          | Baudenkmal                                  | Häusergruppe                                   |
| Tischlerstraße (Karte) | Friedhof                                       | Ein Teil des Friedhofes ist durch den Busbahnhof und die Söker Straße überbaut                                                | 094 61030          | Baudenkmal                                  | Weitere Bilder                                 |
| Worth 21 Fassade des Wohnhauses Nr. 21 (Karte)                                                                                     | Hochwassermarke                                | | 094 61032          | Kleindenkmal                                | Hochwassermarke                                |

### Bad Salzelmen
| Lage | Bezeichnung                    | Beschreibung                                                                                               | Erfassungs- nummer | Ausweisungsart                              | Bild |
| --- | ------------------------------ | --- | ------------------ | ------------------------------------------- | --- |
| (Karte) | Stadtbefestigung               | Stadtbefestigung                                                                                           | 094 60311          | Baudenkmal                                  | Stadtbefestigung |
| Ahornstraße 8 (Karte) | Villa                          | | 094 60406          | Baudenkmal                                  | Villa |
| Ahornstraße 1, 2, 3, 4, 5, 6, 8, 10, 12, 16, 18, 20, 22, 24, 24a, Akazienstraße 1, 8, Badepark x, Eschenstraße 4, Heinrich-Heine-Straße 2, 2a, 3, 4, 4a, 5a, 5b, 6, 7, 8a, 9, 10, 10a, Idastraße 1, 2, 2a, 3, 4, 5, 6, 7, Immermannstraße 4, 5, 6, 7, 8, 9, 10, 11, 12, Lindenstraße 1, 1a, 2, 3, 4, 6, 7, 8, 9, 10, 13, Magdeburger Straße 2a, 3, 4, 5 , 7, 9, 11, 13, 15, 17, 19, 21, 23, 25, 27 , 29, 31, 33, 35, Rüsternstraße 1, 1a südwestlich der Altstadt, westlich des Kurparks (Karte) | Stadtteil                      | Stadtteil und Villenkolonie am Kurpark                                                                     | 094 60320          | Denkmalbereich                              | [[Vorlage:Bilderwunsch/code!/C:51.9995,11.7178!/D:Ahornstraße 1, 2, 3, 4, 5, 6, 8, 10, 12, 16, 18, 20, 22, 24, 24a, Akazienstraße 1, 8, Badepark x, Eschenstraße 4, Heinrich-Heine-Straße 2, 2a, 3, 4, 4a, 5a, 5b, 6, 7, 8a, 9, 10, 10a, Idastraße 1, 2, 2a, 3, 4, 5, 6, 7, Immermannstraße 4, 5, 6, 7, 8, 9, 10, 11, 12, Lindenstraße 1, 1a, 2, 3, 4, 6, 7, 8, 9, 10, 13, Magdeburger Straße 2a, 3, 4, 5 , 7, 9, 11, 13, 15, 17, 19, 21, 23, 25, 27 , 29, 31, 33, 35, Rüsternstraße 1, 1a südwestlich der Altstadt, westlich des Kurparks,!/\|BW]] |
| Ahornstraße 20 (Karte) | Villa                          | | 094 60407          | Baudenkmal                                  | Weitere Bilder |
| Ahornstraße 24, 24a (Karte) | Villa                          | | 094 60408          | Baudenkmal                                  | Weitere Bilder |
| Akazienstraße 1 (Karte) | Villa                          | | 094 60423          | Baudenkmal                                  | Villa |
| Alleestraße 1 (Karte) | Villa                          | | 094 60422          | Baudenkmal                                  | Villa |
| Am Alten Stadtbad 2, 3, 4, 5, 6, 7, 8, 10, 12, 14, 17, 18, 19, 20 , 21, 22, 23, 26, 29, Am Gutjahr 1, 2, 2a, 3, 4, (5), 6, 7, 8, 10, 11, 12, 15, 16, 17, Am Solgraben o.Nr., August-Bebel-Straße x, Bäckerstraße 3, 4, 5, 6, 7, 8, 9, 10, Blauer Hof 2, Boeltzigstraße o.Nr., Bornstraße 2, 3, 3a, Burghof 1, Dammstraße 4, 6, 7, 8, 9, 10, 11, 12, 12a, 12b, 12c, 16a, 16b, 17, Dr.-Tolberg-Straße 1, 2, 3, 4, 4a, 4b, 5, 6, 7, 8, 9, 10, 11, 12 , 12a, Edelmannstraße 1, 2, 3, 3a, 4, 5, 6, 7, 8, 8a, 8b, 9, 10, 12 , 13, 14, 15, 15a, 15b, 16, 17, 17a, 21, 22, 23, 24, 25, 26, 27, 28, 29, 30, 34, 35, 36, 37, 38, 40, 41, 42, 43, 44, Elmener Straße 1, 2, 3, 4, 6, 8, 8a, 8b, 9, 10, 14, 15, 16, 17 , 18, 19, 20, 21, Entenfang o.Nr., Heinrich-Heine-Straße 14, 15, Kirchstraße 2, 3, 4, 5, 7, 8, 9, 10, 10a, 11, 12, 13, 14, 15, 16, 17, 18, 19, 20, 21, 21a, 22, 23, 24, 25 , 26, 27, 28, Leipziger Straße (Südzeile) x, Mauerstraße o.Nr., Parkstraße 1, 2, 2a, 2b, 3, 4, 5, 6, Pfännerstraße 1, 2, (3), 4, 5, 7, 9, 10, 16, 17, 18 | Altstadt                       | | 094 60300          | Denkmalbereich                              | |
| Am Gradierwerk 6, 7, 8, 9, 10, 11 | Wohnhaus                       | Wohnhaus                                                                                                   | 094 60475          | Baudenkmal                                  | Wohnhaus |
| Am Gradierwerk, Badepark 1, 2, 3, 4, 5, 6, 16, Dr.-Tolberg-Straße 32, 32a, 32b, 32c, Eggersdorfer Straße, Heinrich-Heine-Straße, Lindenstraße, Rüsternstraße südwestlich der Altstadt von Salzelmen (Karte) | Kuranlage Solbad Salzelmen     | Kuranlage                                                                                                  | 094 60478          | Baudenkmal                                  | Kuranlage Solbad Salzelmen |
| Badepark 3 | Kurhaus                        | Kurhaus | 094 60478 001      | Teilobjekt eines Baudenkmals                | Kurhaus |
| Badepark 6, am Gradierwerk | Badehaus                       | Badehaus                                                                                                   | 094 60478 002      | Teilobjekt eines Baudenkmals                | |
| Badepark 2, 4, 4a, an der Allee zwischen Lindenbad und Kurhaus | Hotel                          | Hotel | 094 60478 004      | Teilobjekt eines Baudenkmals                | Hotel |
| Badepark 1 | Verwaltungsgebäude             | Verwaltungsgebäude                                                                                         | 094 60478 005      | Teilobjekt eines Baudenkmals                | |
| Eggersdorfer Straße | Gradierwerk                    | Gradierwerk                                                                                                | 094 60478 006      | Teilobjekt eines Baudenkmals                | Gradierwerk |
| Badepark, unmittelbar am Gradierwerk | Bohrturm                       | Bohrturm                                                                                                   | 094 60478 007      | Teilobjekt eines Baudenkmals                | Bohrturm |
| Dr.-Tolberg-Straße 32, 32a & 32b & 32c, Nordrand des Kurparks | Sanatorium                     | Sanatorium                                                                                                 | 094 60478 008      | Teilobjekt eines Baudenkmals                | |
| Lindenallee | Brunnenhaus                    | Brunnenhaus                                                                                                | 094 60478 009      | Teilobjekt eines Baudenkmals                | |
| am Gradierwerk | Denkmal                        | Denkmal | 094 60478 010      | Teilobjekt eines Baudenkmals - Kleindenkmal | |
| Salzanger | Graben                         | Graben | 094 60478 011      | Teilobjekt eines Baudenkmals                | |
| Areal zwischen Eggersdorfer, Dr.-Tolberg-, H.-Heine-Straße und der Bebauung der Südzeile der Lindens | Park                           | Park | 094 60478 012      | Teilobjekt eines Baudenkmals                | |
| Badepark | Dampfmaschinenhaus, Rotes Haus | Maschinenhaus 2020 als Denkmal eingetragen                                                                 | 094 60478 013      | Baudenkmal                                  | |
| Badepark 16, 16a (Karte) | Wohnhaus                       | Wohnhaus 2020 als Denkmal eingetragen                                                                      | 094 60478 014      | Baudenkmal                                  | Weitere Bilder |
| Bierer Berg Bierer Berg, Bismarckhöhe (Karte) | Bismarckturm                   | Aussichtsturm                                                                                              | 094 60321          | Baudenkmal                                  | Bismarckturm |
| Koordinaten fehlen! Hilf mit. | Allee                          | Allee | 094 60321 001      | Teilobjekt eines Baudenkmals                | |
| Bierer Berg, sogenannte Bismarckhöhe | Denkmal                        | Denkmal | 094 60321 002      | Teilobjekt eines Baudenkmals                | |
| Burghof 1 (Karte) | Burg Schadeleben               | | 094 60301          | Baudenkmal                                  | Burg Schadeleben |
| Chausseestraße (Karte) | Friedhof                       | Friedhof                                                                                                   | 094 60409          | Baudenkmal                                  | Friedhof |
| Dammstraße 7 | Wohnhaus                       | | 094 60302          | Baudenkmal                                  | Wohnhaus |
| Dr.-Tolberg-Straße 2 am Kurpark | Wohnhaus                       | | 094 60380          | Baudenkmal                                  | Wohnhaus |
| Dr.-Tolberg-Straße 4 am Kurpark | Wohnhaus                       | | 094 60381          | Baudenkmal                                  | Wohnhaus |
| Dr.-Tolberg-Straße 5 am Kurpark | Wohnhaus                       | | 094 60382          | Baudenkmal                                  | Wohnhaus |
| Dr.-Tolberg-Straße 7 am Kurpark | Wohnhaus                       | | 094 60383          | Baudenkmal                                  | Wohnhaus |
| Dr.-Tolberg-Straße 11, 12 am Kurpark (Karte) | Wohnhaus                       | | 094 60384          | Baudenkmal                                  | Wohnhaus |
| Dr.-Tolberg-Straße 12a am Kurpark | Wohnhaus                       | | 094 60385          | Baudenkmal                                  | Wohnhaus |
| Dr.-Tolberg-Straße 30 (Karte) | Wohnhaus                       | | 094 60424          | Baudenkmal                                  | Wohnhaus |
| Edelmannstraße 8 | Wohnhaus                       | | 094 60376          | Baudenkmal                                  | Wohnhaus |
| Edelmannstraße 9 | Wohnhaus                       | | 094 60377          | Baudenkmal                                  | Wohnhaus |
| Edelmannstraße 14 Ecke Stadtbad | Wohnhaus                       | | 094 60303          | Baudenkmal                                  | Wohnhaus |
| Edelmannstraße 17a (Karte) | Hospital                       | | 094 60304          | Baudenkmal                                  | Hospital |
| Edelmannstraße 1a, 1b Kreuzung Leipziger Straße | Wohnhaus                       | | 094 60934          | Baudenkmal                                  | |
| Edelmannstraße 22, 22a Gemarkung Salzelmen, Flur 26, Flurstücke 34,35/1,35/2 (Karte) | Ackerbürgerhof                 | | 094 60305          | Baudenkmal                                  | Weitere Bilder |
| Edelmannstraße 23 (Karte) | Wohnhaus                       | | 094 60306          | Baudenkmal                                  | Wohnhaus |
| Eggersdorfer Straße (Karte) | Bahnhof                        | | 094 60322          | Baudenkmal                                  | Weitere Bilder |
| Eggersdorfer Straße 7 (Karte) | Wohnhaus                       | | 094 60425          | Baudenkmal                                  | Wohnhaus |
| Eschenstraße 4 | Villa                          | | 094 60427          | Baudenkmal                                  | |
| Friedrichstraße 28, Verbindungsstraße von Schönebeck nach Salzelmen | Verwaltungsgebäude             | Fahrradwerk Weltrad, Metallindustrie Schönebeck, Schönebecker Traktorenwerk                                | 094 61000          | Baudenkmal                                  | |
| Friedrichstraße 34, Verbindungsstraße von Schönebeck nach Salzelmen | Wohnhaus                       | | 094 61001          | Baudenkmal                                  | |
| Friedrichstraße 88 (Karte) | Kirche St. Marien              | | 094 60477          | Baudenkmal                                  | Weitere Bilder |
| Friedrichstraße 96 Weberweg (Karte) | Amtsgericht Schönebeck         | Gerichtsgebäude, Amtsgericht Schönebeck                                                                    | 094 98628          | Baudenkmal                                  | Amtsgericht Schönebeck |
| Görtzker Straße 2 | Wohnhaus                       | Villa Günther                                                                                              | 094 61425          | Baudenkmal                                  | |
| Heinrich-Heine-Straße 6 | Wohnhaus                       | | 094 60412          | Baudenkmal                                  | Wohnhaus |
| Heinrich-Heine-Straße 3, 4 | Wohnhaus                       | | 094 60410          | Baudenkmal                                  | Wohnhaus |
| Heinrich-Heine-Straße 5, 5a | Wohnhaus                       | | 094 60411          | Baudenkmal                                  | Wohnhaus |
| Heinrich-Heine-Straße 9a (Karte) | Wohnhaus                       | Wohnhaus                                                                                                   | 094 60413          | Baudenkmal                                  | Wohnhaus |
| Hohendorfer Straße 11 Gelände des Chemiewerkes Schönebeck CWS | Fabrik                         | | 094 60991          | Baudenkmal                                  | |
| Hummelberg Hummelberg (Karte) | Belvedere                      | erbaut als Sommerhaus, später wurde das Gebäude als Aussichtsturm und Sternwarte genutzt                   | 094 60886          | Baudenkmal                                  | Belvedere |
| Hummelberg Hummelberg (Karte) | Keller                         | einst als Wirtschafts-, Eis- und Bierkeller genutzt, die Kellergewölbe dienen heute als Fledermausquartier | 094 60885          | Baudenkmal                                  | BW |
| Idastraße 1 Eckbebauung zur H.-Heine-Straße (Karte) | Villa                          | Villa Ida                                                                                                  | 094 60414          | Baudenkmal                                  | Villa |
| Immermannstraße 5 (Karte) | Wohnhaus                       | | 094 60415          | Baudenkmal                                  | Wohnhaus |
| Kirchstraße 3 westlich der Stadtkirche St. Johannis (Karte) | Wohnhaus                       | Terminierhaus                                                                                              | 094 60309          | Baudenkmal                                  | Wohnhaus |
| Kirchstraße 11 (Karte) | Wohnhaus                       | | 094 60368          | Baudenkmal                                  | Wohnhaus |
| Kirchstraße 14 (Karte) | Wohnhaus                       | | 094 60369          | Baudenkmal                                  | Wohnhaus |
| Kirchstraße 15 (Karte) | Pfarrhaus                      | | 094 60370          | Baudenkmal                                  | Pfarrhaus |
| Kirchstraße 25 (Karte) | Wohnhaus                       | | 094 60310          | Baudenkmal                                  | Wohnhaus |
| Kirchstraße 29 (Karte) | Kirche St. Johannes            | | 094 60307          | Baudenkmal                                  | Weitere Bilder |
| Leipziger Straße 61 (Karte) | Wohnhaus                       | | 094 60937          | Baudenkmal                                  | Weitere Bilder |
| Leipziger Straße 62 (Karte) | Wohnhaus                       | | 094 60936          | Baudenkmal                                  | Weitere Bilder |
| Leipziger Straße 63,64 (Karte) | Wohnhaus                       | | 094 60938          | Baudenkmal                                  | Weitere Bilder |
| Lindenstraße 18 | Pflegeheim                     | | 094 60416          | Baudenkmal                                  | Pflegeheim |
| Magdeburger Straße (Karte) | Gedenkstein                    | | 094 60417          | Kleindenkmal                                | Weitere Bilder |
| Magdeburger Straße 1 (Karte) | Villa                          | Villa | 094 60421          | Baudenkmal                                  | Villa |
| Magdeburger Straße 2a Grünfläche zwischen Magdeburger, Ida- und Immermannstraße (Karte) | Gesellschaftshaus              | Unterhaltungshaus                                                                                          | 094 60418          | Baudenkmal                                  | Weitere Bilder |
| Magdeburger Straße 4 Eckbebauung zur Mittelstraße (Karte) | Wohnhaus                       | | 094 60420          | Baudenkmal                                  | Weitere Bilder |
| Magdeburger Straße 157 Westfriedhof (Karte) | Feierhalle                     | | 094 60990          | Baudenkmal                                  | Weitere Bilder |
| Magdeburger Straße 241 Betriebsgelände der Anhaltischen Chemischen Fabrik (Karte) | Kulturhaus                     | | 094 61014          | Baudenkmal                                  | Weitere Bilder |
| Magdeburger Straße 241 (Karte) | Gefolgschaftshaus              | Kulturhaus 2020 als Denkmal eingetragen                                                                    | 094 61014 001      | Baudenkmal                                  | Gefolgschaftshaus |
| Magdeburger Straße 241 (Karte) | Remise                         | Remise 2020 als Denkmal eingetragen                                                                        | 094 61014 003      | Baudenkmal                                  | Remise |
| Magdeburger Straße 69 (Karte) | Villa                          | | 094 60379          | Baudenkmal                                  | Villa |
| Magdeburger Straße 71 (Karte) | Villa                          | | 094 60378          | Baudenkmal                                  | Villa |
| Paul-Illhardt-Straße 6 Ortsausfahrt Richtung Felgeleben (Karte) | Kukirol-Fabrik                 | | 094 60939          | Baudenkmal                                  | BW |
| Paul-Illhardt-Straße 140, 141 (Karte) | Wohnhaus                       | | 094 60940          | Baudenkmal                                  | BW |
| Paul-Illhardt-Straße 142, 143 (Karte) | Wohnhaus                       | Wohnhaus 2021 als Denkmal ausgewiesen.                                                                     | 094 18803          | Baudenkmal                                  | BW |
| Pfännerstraße 23 | Wohnhaus                       | | 094 60312          | Baudenkmal                                  | |
| Pfännerstraße 29 | Wohn- und Geschäftshaus        | Solbad-Drogerie                                                                                            | 094 60319          | Baudenkmal                                  | |
| Pfännerstraße 31 (Karte) | Wohn- und Geschäftshaus        | | 094 60313          | Baudenkmal                                  | Wohn- und Geschäftshaus |
| Pfännerstraße 32 | Wohnhaus                       | | 094 60314          | Baudenkmal                                  | |
| Pfännerstraße 35 Ecke Tränkestraße | Wohnhaus                       | | 094 60374          | Baudenkmal                                  | |
| Pfännerstraße 41 (Karte) | Rathaus                        | seit 1954 Sitz des Salzlandmuseums                                                                         | 094 60315          | Baudenkmal                                  | Rathaus |
| Reitbahnstraße 2c | Verwaltungsgebäude             | | 094 60316          | Baudenkmal                                  | |
| Rosmarienstraße 8 | Wohnhaus                       | Tischlerei Richard Dieme                                                                                   | 094 60318          | Baudenkmal                                  | |
| Rosmarienstraße 9 | Wohnhaus                       | | 094 60317          | Baudenkmal                                  | |
| Schneidewindstraße 1 | Wohnhaus                       | Kothaus | 094 60375          | Baudenkmal                                  | |
| Tränkestraße an einem Torweg östlich des Chores von St. Johannis | Wappentafel                    | | 094 60367          | Kleindenkmal                                | |
| Tränkestraße 2 | Wohnhaus                       | | 094 60372          | Baudenkmal                                  | |
| Tränkestraße 5 Ecke Dammstraße | Wohnhaus                       | Das ruinöse Wohnhaus wird aktuell abgerissen (Stand: Februar 2023).                                        | 094 60373          | Baudenkmal                                  | Wohnhaus |
| Wilhelm-Hellge-Straße 33 | Wohnhaus                       | | 094 60476          | Baudenkmal                                  | |
| Wilhelm-Hellge-Straße 259 Kolonistenstraße von Frohse nach Salzelmen (Karte) | Altenheim                      | Wilhelm-Dümling-Stift                                                                                      | 094 61031          | Baudenkmal                                  | Altenheim |

### Elbenau
| Lage                                          | Bezeichnung            | Beschreibung | Erfassungs- nummer | Ausweisungsart | Bild                   |
| --------------------------------------------- | ---------------------- | ------------ | ------------------ | -------------- | ---------------------- |
| (Karte)                                       | Kirche St. Pankratius  |              | 094 98641          | Baudenkmal     | Kirche St. Pankratius  |
| Randauer Straße östlich des Kirchhofs (Karte) | Kriegerdenkmal Elbenau |              | 094 98642          | Kleindenkmal   | Kriegerdenkmal Elbenau |

### Felgeleben
| Lage                                                                               | Bezeichnung          | Beschreibung  | Erfassungs- nummer | Ausweisungsart | Bild                 |
| ---------------------------------------------------------------------------------- | -------------------- | ------------- | ------------------ | -------------- | -------------------- |
| Am Holländer 3 zwischen Schönebeck und Felgeleben (Karte)                          | Mühle                | Turmwindmühle | 094 98308          | Baudenkmal     | Weitere Bilder       |
| Karl-Jänicke-Platz an neugestalteter Brunnenanlage neben Sparkassen-Neubau (Karte) | Grabmal              |               | 094 98309          | Kleindenkmal   | BW                   |
| Lange Straße 16 (Karte)                                                            | Pfarrhaus            |               | 094 98310          | Baudenkmal     | BW                   |
| Schulstraße (Karte)                                                                | Martin-Luther-Kirche |               | 094 98311          | Baudenkmal     | Martin-Luther-Kirche |

### Frohse
| Lage                                                                                    | Bezeichnung           | Beschreibung      | Erfassungs- nummer | Ausweisungsart | Bild           |
| --------------------------------------------------------------------------------------- | --------------------- | ----------------- | ------------------ | -------------- | -------------- |
| Alt Frohse (Karte)                                                                      | Kirche St. Laurentius |                   | 094 98312          | Baudenkmal     | Weitere Bilder |
| Alt Frohse Kirchhof (Karte)                                                             | Kriegerdenkmal        |                   | 094 98313          | Kleindenkmal   | Kriegerdenkmal |
| Alt Frohse 19 (Karte)                                                                   | Rathaus               |                   | 094 98314          | Baudenkmal     | Rathaus        |
| Alt Frohse 70 Ortseinfahrt (Karte)                                                      | Wohnhaus              | Kolonistenhaus    | 094 98316          | Baudenkmal     | Wohnhaus       |
| Burgwall 3 Elbufer                                                                      | Speicher              |                   | 094 98315          | Baudenkmal     | Speicher       |
| Burgwall 3a                                                                             | Schule                |                   | 094 98317          | Baudenkmal     |                |
| Friedhofsweg 16 an der Mühle, baulicher Abschluss von Wall- und Friedhofsstraße (Karte) | Villa                 | Deisnersche Villa | 094 60887          | Baudenkmal     | Villa          |
| Reuterplatz 6 (Karte)                                                                   | Pfarrhaus             |                   | 094 98318          | Baudenkmal     | Pfarrhaus      |

### Grünewalde
| Lage                                                       | Bezeichnung               | Beschreibung                                                     | Erfassungs- nummer | Ausweisungsart | Bild           |
| ---------------------------------------------------------- | ------------------------- | ---------------------------------------------------------------- | ------------------ | -------------- | -------------- |
| Nachtigallenstieg 6a Friedhof am Nachtigallenstieg (Karte) | Kriegerdenkmal Grünewalde | Kriegerdenkmal Denkmal für die Gefallenen des Ersten Weltkrieges | 094 98307          | Kleindenkmal   | Weitere Bilder |

### Plötzky
| Lage                                                              | Bezeichnung                  | Beschreibung            | Erfassungs- nummer | Ausweisungsart | Bild                   |
| ----------------------------------------------------------------- | ---------------------------- | ----------------------- | ------------------ | -------------- | ---------------------- |
| Kirchhof                                                          | Kriegerdenkmal Plötzky       |                         | 094 98330          | Kleindenkmal   | Kriegerdenkmal Plötzky |
| Am Kloster 1 südöstlicher Ortsrand (Karte)                        | Forsthof                     | Revierförsterei Plötzky | 094 98332          | Baudenkmal     | Weitere Bilder         |
| Am Kloster 1 Gemarkung Plötzky, Flur 2, Flurstück 1430/59 (Karte) | Mauer                        | Klostermauer            | 094 98331          | Baudenkmal     | Weitere Bilder         |
| Magdeburger Straße (Karte)                                        | Sankt-Maria-Magdalena-Kirche | romanische Kirche       | 094 98329          | Baudenkmal     | Weitere Bilder         |
| Schulstraße 7                                                     | Schule                       |                         | 094 98333          | Baudenkmal     |                        |

### Pretzien
| Lage                                                                                  | Bezeichnung       | Beschreibung | Erfassungs- nummer | Ausweisungsart | Bild              |
| ------------------------------------------------------------------------------------- | ----------------- | ------------ | ------------------ | -------------- | ----------------- |
| Elbeflutkanal (Karte)                                                                 | Pretziener Wehr   |              | 094 60286          | Baudenkmal     | Pretziener Wehr   |
| Am Park am Park (Karte)                                                               | Kirche St. Thomas |              | 094 98334          | Baudenkmal     | Kirche St. Thomas |
| Am Park (Karte)                                                                       | Kriegerdenkmal    |              | 094 98335          | Kleindenkmal   | Weitere Bilder    |
| Am Park 1 Ecke Hafenstraße (Karte)                                                    | Wohnhaus          |              | 094 98336          | Baudenkmal     | Weitere Bilder    |
| Dornburger Straße (Karte)                                                             | Friedhof          |              | 094 98337          | Baudenkmal     | Weitere Bilder    |
| Große Sorge 1 Betriebshof der Gommern-Pretziener Hafenbahn (Karte)                    | Kraftwerk         |              | 094 98338          | Baudenkmal     | Weitere Bilder    |
| Waldweg südlich des Waldweges, über den Wolpgraben führend; Flurstück 1-277/2 (Karte) | Eisenbahnbrücke   |              | 094 41529          | Baudenkmal     | Weitere Bilder    |

### Ranies
| Lage                                                                | Bezeichnung      | Beschreibung                | Erfassungs- nummer | Ausweisungsart | Bild           |
| ------------------------------------------------------------------- | ---------------- | --------------------------- | ------------------ | -------------- | -------------- |
| Friedhof                                                            | Leichenhalle     |                             | 094 60925          | Baudenkmal     |                |
| Ranieser Dorfstraße (Karte)                                         | Kirche St. Lukas | evangelische Fachwerkkirche | 094 60924          | Baudenkmal     | Weitere Bilder |
| Zur Förstertreppe 1 nordwestlicher Ortsrand, außerhalb der Ortslage | Forsthaus        | Forsthaus                   | 094 60926          | Baudenkmal     |                |

## Ehemalige Kulturdenkmale nach Ortsteilen
Die nachfolgenden Objekte waren ursprünglich ebenfalls denkmalgeschützt oder wurden in der Literatur als Kulturdenkmale geführt. Die Denkmale bestehen heute jedoch nicht mehr, ihre Unterschutzstellung wurde aufgehoben oder sie werden nicht mehr als Denkmale betrachtet.

### Bad Salzelmen
| Lage                                                       | Bezeichnung | Beschreibung                                                                                                | Erfassungs- nummer | Ausweisungsart               | Bild       |
| ---------------------------------------------------------- | ----------- | --- | ------------------ | ---------------------------- | ---------- |
| Kurpark, an der Hauptallee                                 | Badehaus    | Badehaus | 094 60478 003      | Teilobjekt eines Baudenkmals |            |
| Blauer Hof 2 Ritterstraße, Denkmalbereich Altstadt (Karte) | Blauer Hof  | Wohnhaus 2022 nach Verlust der Denkmaleigenschaft durch Baumaßnahmen aus dem Denkmalverzeichnis gestrichen. | 094 60371          | Baudenkmal                   | Blauer Hof |
| Eggersdorfer Straße 8                                      | Wohnhaus    | | 094 60426          | Baudenkmal                   |            |
| Friedrichstraße 97c                                        | Wohnhaus    | | 094 60935          | Baudenkmal                   |            |
| Kirchstraße 2, westlich der Johanniskirche (Karte)         | Wohnhaus    | Terminierhaus, 13. Jahrhundert, im August 2010 abgerissen                                                   | 094 60308          | Baudenkmal                   | Wohnhaus   |

### Elbenau
| Lage              | Bezeichnung | Beschreibung | Erfassungs- nummer | Ausweisungsart | Bild |
| ----------------- | ----------- | ------------ | ------------------ | -------------- | ---- |
| Randauer Straße 4 | Schule      |              | 094 98643          | Baudenkmal     |      |

### Schönebeck (Elbe)
| Lage | Bezeichnung | Beschreibung | Erfassungs- nummer | Ausweisungsart | Bild |
| --- | ----------- | --- | ------------------ | -------------- | --- |
| Barbarastraße 9 Betriebsgelände des ehemaligen Graf-Moltke-Schachtes (Karte) | Saline      | Saline Graf-Moltke-Schacht und Königliche Bohrverwaltung als Teile der Schönebecker Saline Im Dezember 2020 wurde eine Abbruchgenehmigung erteilt. Die Austragung aus dem Denkmalverzeichnis erfolgte am 7. Januar 2021. | 094 60972          | Baudenkmal     | BW |
| Barbarastraße 28 gegenüber dem Betriebsgelände des ehemaligen Graf-Moltke-Schachtes und der Königlichen Bohrverwaltung (Karte) | Villa       | Villa | 094 60977          | Baudenkmal     | BW |
| Barbyer Straße 5/6 & 8/9 an der Einfahrt zur Salineninsel | Wohnhaus    | Wohnhaus | 094 60978          | Baudenkmal     | |
| Breiteweg 1, 2, 3, 4, 5, 11, 12, (13), (14), (15), 16, 17, 18, 19, 20, 21, 22, 23, 26, 34, 35, 36, 37, (38), (39), (40), 41, 42, 43, 44, 45, 46, 47, 48, 49, 50, 51, 52, 53, 54, 55, 57, 58, 60, 61, 62, 63, 64, 65, 66, 67, 68, 69, 70, 71, 72, 73, Brückenaufgang 1, Markt 1, 2, 3, 4, 5, 6, 7, 7a, 8, 9, 11, 12, 13, 14, 15, 16, (17), (18), (19), 20, 21, 22, 23, St.-Jakobi-Straße 1, 2 (Karte) | Altstadt    | | 094 60966          | Denkmalbereich | [[Vorlage:Bilderwunsch/code!/C:52.02043,11.73804!/D:Breiteweg 1, 2, 3, 4, 5, 11, 12, (13), (14), (15), 16, 17, 18, 19, 20, 21, 22, 23, 26, 34, 35, 36, 37, (38), (39), (40), 41, 42, 43, 44, 45, 46, 47, 48, 49, 50, 51, 52, 53, 54, 55, 57, 58, 60, 61, 62, 63, 64, 65, 66, 67, 68, 69, 70, 71, 72, 73, Brückenaufgang 1, Markt 1, 2, 3, 4, 5, 6, 7, 7a, 8, 9, 11, 12, 13, 14, 15, 16, (17), (18), (19), 20, 21, 22, 23, St.-Jakobi-Straße 1, 2,!/\|BW]] |
| Breiteweg 13 | Wohnhaus    | | 094 60985          | Baudenkmal     | |
| Elbweg 19–25 Elbufer (Karte) | Speicher    | | 094 60995          | Baudenkmal     | Speicher |
| Steinstraße 6 Südzeile des Straßenzuges | Wohnhaus    | | 094 61420          | Baudenkmal     | |
| Streckenweg 3 & 3a (Karte) | Fabrik      | | 094 61028          | Baudenkmal     | Fabrik |

## Legende
In den Spalten befinden sich folgende Informationen:
- Lage: Nennt den Straßennamen und wenn vorhanden die Hausnummer des Kulturdenkmals. Die Grundsortierung der Liste erfolgt nach dieser Adresse. Der Link „Karte“ führt zu verschiedenen Kartendarstellungen und nennt die geographischen Koordinaten.
Link zu einem Kartenansichtstool, um Koordinaten zu setzen. In der Kartenansicht sind Baudenkmale ohne Koordinaten mit einem roten bzw. orangen Marker dargestellt und können in der Karte gesetzt werden. Baudenkmale ohne Bild sind mit einem blauen bzw. roten Marker gekennzeichnet, Baudenkmale mit Bild mit einem grünen bzw. orangen Marker.
- Offizielle Bezeichnung: Nennt den Namen, die Bezeichnung oder zumindest die Art des Kulturdenkmals und verlinkt, soweit vorhanden, auf den Artikel zum Objekt.
- Beschreibung: Nennt bauliche und geschichtliche Einzelheiten des Kulturdenkmals, vorzugsweise die Denkmaleigenschaften.
- Erfassungsnummer: Für jedes Kulturdenkmal wird in Sachsen-Anhalt eine 20stellige Erfassungsnummer vergeben. Die letzten zwölf Ziffern werden für die Untergliederung nach Teilobjekten genutzt und werden nur angegeben, soweit vergeben. In dieser Spalte kann sich folgendes Icon  befinden, dies führt zu Angaben zu diesem Baudenkmal bei Wikidata.
- Ausweisungsart: Die Einordnung des Denkmales nach § 2 Abs. 2 DenkmSchG LSA
- Bild: Ein Bild des Denkmales, und gegebenenfalls einen Link zu weiteren Fotos des Kulturdenkmals im Medienarchiv Wikimedia Commons. Wenn man auf das Kamerasymbol klickt, können Fotos zu Kulturdenkmalen aus dieser Liste hochgeladen werden: